# Crocidura yankariensis
Crocidura yankariensis — вид ссавців родини Soricidae. Зустрічається в Камеруні, Центральноафриканській Республіці, Чаді, Ефіопії, Кенії, Нігерії, Сомалі та Судані. Його природне місце існування — суха савана.